# جانا مانتسینی
جانا مانتسینی (ایتالیایی: Gianna Manzini؛ ۲۴ مارس ۱۸۹۶ – ۳۱ اوت ۱۹۷۴) یک نویسنده اهل ایتالیا بود. وی برنده جایزه ویارجو (۱۹۵۶) شده است